# Brożec (gromada w powiecie strzelińskim)
Brożec – dawna gromada (najmniejsza jednostka podziału terytorialnego Polskiej Rzeczypospolitej Ludowej w latach 1954–72) z siedzibą GRN w Brożcu.
Gromady, z gromadzkimi radami narodowymi (GRN) jako organami władzy najniższego stopnia na wsi, funkcjonowały od reformy reorganizującej administrację wiejską przeprowadzonej jesienią 1954 do momentu ich zniesienia z dniem 1 stycznia 1973, tym samym wypierając organizację gminną w latach 1954–1972.
Gromadę Brożec z siedzibą GRN w Brożcu utworzono – jako jedną z 8759 gromad na obszarze Polski – w powiecie strzelińskim w woj. wrocławskim, na mocy uchwały nr 25/54 WRN we Wrocławiu z dnia 2 października 1954. W skład jednostki weszły obszary dotychczasowych gromad: Brożec, Trześnie i Pławna ze zniesionej gminy Borek Strzeliński, Chociwel ze zniesionej gminy Zielenice oraz Częszyce i Krzepice ze zniesionej gminy Głęboka w tymże powiecie. Dla gromady ustalono 15 członków gromadzkiej rady narodowej.
1 stycznia 1960 gromadę Brożec zniesiono, a jej obszar włączono do gromad: Stary Wiązów (wsie Brożec i Częszyce), Borek Strzeliński (wsie Pławnia i Trześnie) i znoszonej Pęcz (wsie Krzepice i Chociwel) w tymże powiecie.